# Cyrtopholis gibbosa
Espèce
Synonymes
- Cyrtopholis gibbosus Franganillo, 1936

Cyrtopholis gibbosa est une espèce d'araignées mygalomorphes de la famille des Theraphosidae.

## Distribution
Cette espèce est endémique de Cuba.

## Publication originale
- Franganillo, 1936 : Una nueva especie de araña peluda. Memorias de la Sociedad Cubana de Historia Natural Felipe Poey, vol. 9, p. 259-262.